# Instituto de Estudos Estratégicos Internacionais
O Instituto de Estudos Estratégicos Internacionais (IEEI) foi um think tank português especializado no estudo de assuntos de política externa e de defesa, sediado em Lisboa. O seu acervo está hoje disponível no centro documentação do IEEI, no Centro Nacional de Cultura.
Fundado em 1980, o Instituto de Estudos Estratégicos Internacionais (IEEI) foi o primeiro think tank português civil dedicado ao estudo da problemática das relações internacionais. Aos seus cofundadores - Álvaro de Vasconcelos, Maria do Rosário Vaz e Nuno Cintra Torre - juntaram-se, desde o primeiro momento, um conjunto de políticos, militares e académicos portugueses que assumiram, ao longo dos anos, responsabilidades nos seus órgãos: António Figueiredo Lopes, Embaixador António Siqueira Freire, Armando de Castro, Comandante Baptista Comprido, Almirante Coelho da Fonseca, Fernando Jorge Cardoso, Guilherme d´Oliveira Martins, Gustavo Moura, Jaime Gama, João Soares, Embaixador José Tomás Calvet de Magalhães, José Gomes de Pinho, Embaixador José Gregório Faria, José Luís da Cruz Vilaça, Luís Paes Antunes, Maria Carilho, Maria João Rodrigues, Maria João Seabra, Mário Mesquita, Teresa de Sousa, Vítor Martins.

## História
Aquando do nascimento do IEEI, a Revolução dos Cravos tinha decorrido há uns escassos seis anos pelo que, o principal objetivo deste think tank prendia-se com ajudar o país a romper com a herança da política externa da ditadura e normalizar as relações político-militares. A questão da integração europeia, bem como a procura de um novo paradigma para as relações com os EUA e Espanha foram temas essenciais que sempre acompanharam este instituto. Ao longo do tempo, o IEEI contou com a participação, para além dos seus membros, de diversos intelectuais, nacionais e internacionais. Abdallah Saaf, Alfredo Valladão, Anne- Marie Le Gloannec, Celso Lafer, Eduardo Lourenço, George Joffe, Hélio Jaguaribe, João Bernardo Honwana, Jorge Borges de Macedo, Mario Teló, Renato Janine Ribeiro, Roberto Aliboni e Vera Torsten são apenas alguns dos quase trezentos autores que publicaram nas diversas publicações criadas por este instituto (revista Estratégia, revista Mundo em Português, Cadernos do Lumiar, bem como diversos livros). Entre os livros do IEEI é de salientar, pelo seu impacto público, o livro publicado pela Quetzal Editores, Portugal no Centro da Europa, de 1995, com propostas para um reforma democráticas da União Europeia.

## Rede de contactos e influência internacional
O IEEI desempenhou um papel relevante no estudo das relações internacionais, na zona do Mediterrâneo, nomeadamente no quadro do EuroMeSCo(rede de institutos no quadro da parceria euro-mediterrânica) de que foi um dos fundadores e responsável do secretariado, desde a fundação desta rede até 2009.  Foi, ainda, o fundador do Fórum Euro-Latino-Americano que desenvolveu uma perspetiva comum entre a União Europeia e o Mercosul para a ordem internacional pós Guerra-Fria com propostas tão relevantes como as do novo multilateralismo e da integração aberta. O Fórum Euro-Latino-Americano do ano 2000, a sexta edição, foi aberto pelos Presidentes da República Brasileira Fernando Henrique Cardoso e Portuguesa Jorge Sampaio, pelo Primeiro Ministro português António Guterres, bem como pelo Comissário Europeu Manuel Marin. O Fórum Euro-Latino-Americano era organizado pelo IEEI em colaboração com a Federação das Indústrias do Estado de São Paulo. Desde 1981 e até aos primeiros anos deste século, o IEEI foi ainda responsável pela organização das Conferências Internacionais de Lisboa. Tratava-se de conferências onde peritos, nacionais e internacionais, refletiam acerca das grandes questões da política externa internacional: fim da Guerra Fria, reaparecimento dos nacionalismos na Europa, integração europeia, guerra dos Balcãs, Timor e África, transições políticas, papel da NATO no mundo pós-bipolaridade, etc. onde intervieram personalidades marcantes da vida política portuguesa tais como os Presidentes da República Mário Soares e Jorge Sampaio e o Primeiro Ministro José Manuel Durão Barroso.  

## Publicações
No intuito de divulgar as suas reflexões, o IEEI criou duas revistas. A revista quadrienal Estratégia Estudos internacionais, com 27 números, e a publicação mensal Mundo em Português com 65 edições – bem como os ensaios Cadernos do Lumiar e Lumiar Briefs. Os livros, que davam a conhecer os resultados dos seus trabalhos de pesquisa foram publicados por diversas editoras nacionais e internacionais. Os numerosos textos publicados podem hoje ser consultados no Centro de Documentação do IEEI no Centro Nacional  de Cultura.

## Recuperação do arquivo pelo MD / CNC

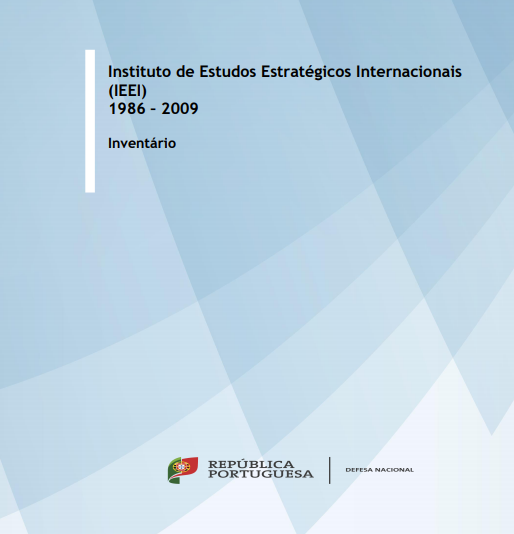
Inventário IEEI República Portuguesa capa

No ano de 2019, no âmbito do Protocolo celebrado entre a Secretaria Geral do Ministério da Defesa Nacional e o Centro Nacional de Cultura, deu-se continuidade  ao trabalho de recuperação do espólio documental do IEEI, pelos investigadores Cláudia Coelho, Jéssica Moreira e Ricardo Pereira, sob coordenação do antigo diretor do IEEI Álvaro de Vasconcelos, conjuntamente com Helena Serra do Centro Nacional de Cultura.  O trabalho de recuperação tinha sido iniciado pela antiga investigadora do IEEI Maria João Seabra. Este trabalho continua em curso.
https://www.defesa.gov.pt/pt/adefesaeeu/IMDN/adn/Documents/PT-ADN-IEEI.pdf